# Пресерє-при-Комну
Пресерє-при-Комну (словен. Preserje pri Komnu) — поселення в общині Комен, Регіон Обално-крашка, Словенія. Висота над рівнем моря: 268,4 м.
Населення — 48 осіб станом на 2002 рік.
Площа — 0,80 км².